# Marine Corps Intelligence Activity
Das Marine Corps Intelligence Activity (MCIA) ist der Militärnachrichtendienst des United States Marine Corps, einer der vier Teilstreitkräfte der USA, und ist Teil der Defense Intelligence Agency des US-Verteidigungsministeriums.

## Auftrag
Das Marine Corps Intelligence Activity beschafft und analysiert Informationen für das Marine Corps und die anderen Nachrichtendienste der USA bezüglich der potentiellen Operationsgebiete der amerikanischen Marineinfanterie.
Es unterstützt die Entwicklung der Einsatzdoktrin, der Streitkräftestruktur, der Ausbildung und der Beschaffung von Waffen und Einsatzmaterial durch Zurverfügungstellung von Informationen über Einsatzgebiete (Küstenabschnitte, Hafenanlagen, Verteidigungsanlagen und -stellungen), gegnerische Truppen und den Stärken und Schwächen ihrer Waffen, Fähigkeiten und Einsatztaktiken.
Das MCIA stellt durch Aufklärung und Analyse fest, was zur Ausführung der Missionen des Corps benötigt wird und welches Training für eine erfolgreiche Durchführung geplanter Operationen erforderlich ist (Beispiel: Sind Küstenabschnitte vermint, mit technischen Sperren oder Warnanlagen versehen, welche Truppen stehen dort mit welchen Waffen zur Verteidigung bereit etc.). MCIA pflegt eine enge Partnerschaft mit dem Office of Naval Intelligence, dem Nachrichtendienst der Marine und der Coast Guard Intelligence, dem Nachrichtendienst der US-Küstenwache im National Maritime Intelligence Center und in der Marine Corps Base Quantico in Quantico, Virginia.

## Einbindung
Wie die Nachrichtendienste der anderen Teilstreitkräfte liefert das MCIA einerseits militärisch relevante Informationen, soweit erforderlich, an die anderen Dienste (insbesondere Informationen in Einsatzgebieten von gemeinsamen Operationen) und an den zentralen Nachrichtendienst des Verteidigungsministeriums, die Defense Intelligence Agency, die selbst keine Nachrichten sammelt, aber die Informationen der Nachrichtendienste der Teilstreitkräfte auswertet und mit Erkenntnissen anderer Nachrichtendienste wie der CIA oder den Spionagesatelliten der NRO und den Codeknackern der NSA zu Lagebildern und Analysen verbindet und an die militärische und politische Führung weitergibt.